# Lebensbäume (Gattung)
Lebensbäume oder Thujen (Thuja) sind eine Pflanzengattung in der Familie der Zypressengewächse (Cupressaceae) innerhalb der Ordnung der Kiefernartigen (Pinales). Es gibt zwei Arten in Nordamerika und drei in Ostasien.
Die Arten und ihre Sorten, außer dem Sichuan-Lebensbaum (Thuja sutchuenensis), werden allgemein in Kultur genutzt; vor allem der Abendländische Lebensbaum (Thuja occidentalis) wird häufig als Heckenpflanze verwendet.

## Beschreibung

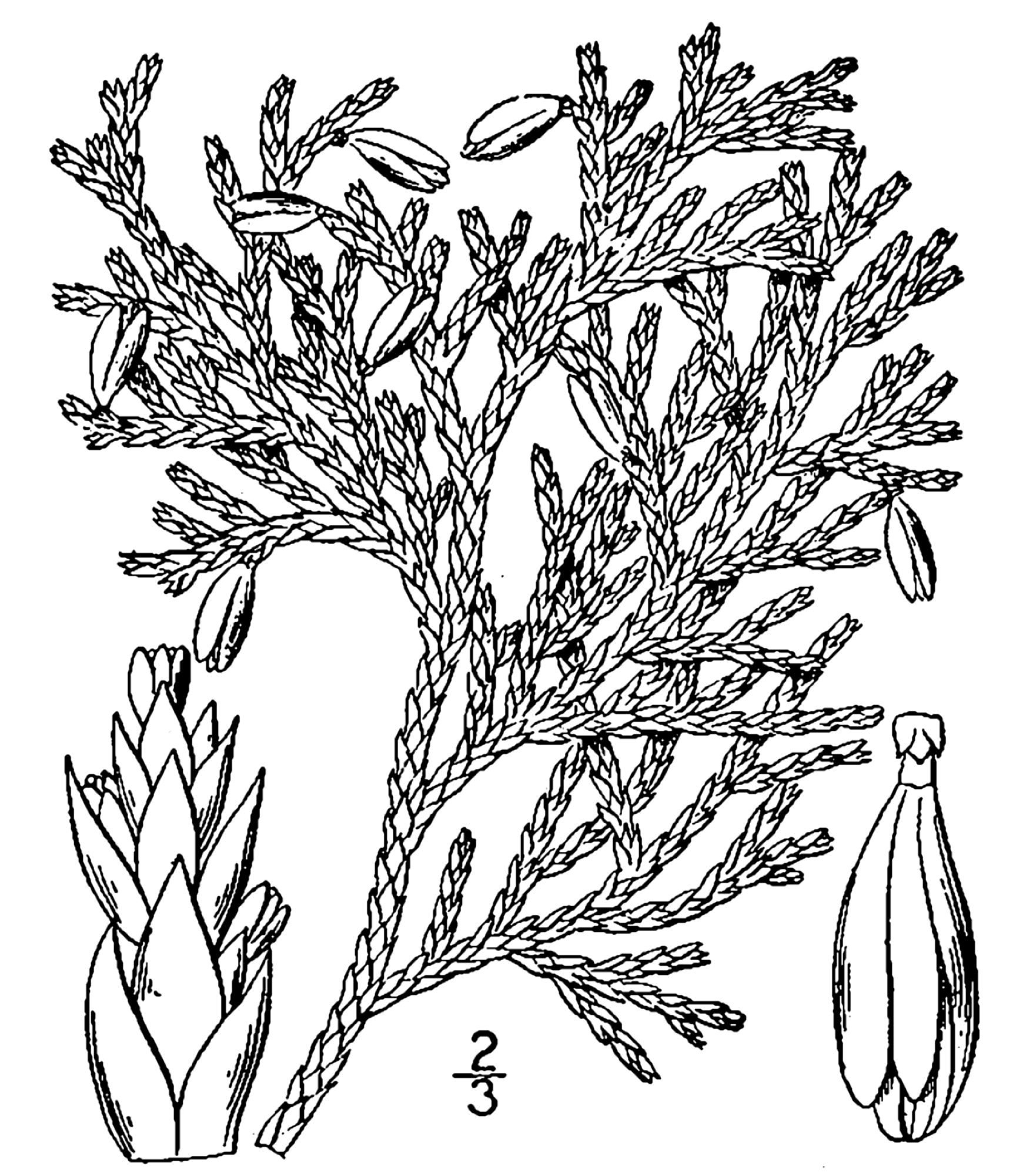
Abendländischer Lebensbaum (Thuja occidentalis), Detailzeichnung

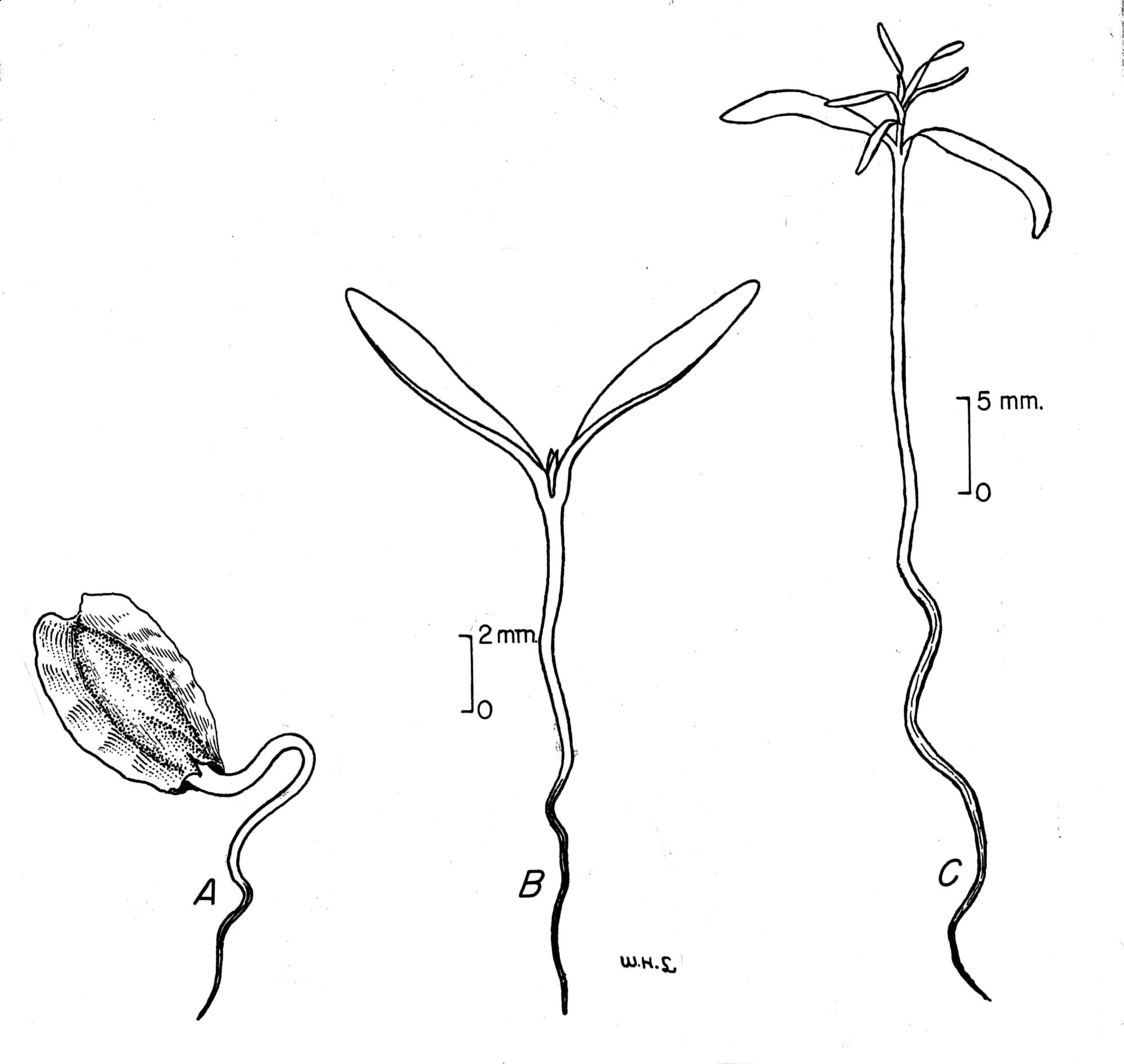
Entwicklung im ersten Jahr ab dem Keimen des Samens

### Vegetative Merkmale
Thuja-Arten und ihre Sorten wachsen als immergrüne Bäume oder Sträucher. Der mit 53 Metern höchste Baum der Gattung ist die „Quinault Lake Cedar“ nördlich des Quinault Lake in den Olympic Mountains im US-Bundesstaat Washington. Der Stamm mit einem Stammdurchmesser von 594 Zentimetern ist hohl, dennoch weist der Baum insgesamt ein Volumen von 500 Kubikmetern auf.
Die schuppenförmigen Blätter stehen gegenständig in vier Reihen an den Zweigen. Sie unterscheiden sich in Flächen- und Kantenblättern und besitzen gelegentlich Öldrüsen.
Die Keimlinge besitzen zwei Keimblätter (Kotyledonen).

### Generative Merkmale
Thuja-Arten sind einhäusig (monözisch), es befinden sich also männliche und weibliche Zapfen an einer Pflanze. Die männlichen Zapfen besitzen in der Regel sechs bis zehn (in seltenen Fällen mindestens 4, maximal 16) Mikrosporophylle. Jedes Mikrosporophyll besitzt zwei bis vier Pollensäcke. Die weiblichen Zapfen stehen einzeln endständig an den Zweigen. Sie besitzen vier bis sechs Paare Samenschuppen, von denen nur die mittleren, größeren zwei bis drei Paare fertil sind. Die kleinen eiförmigen, ledrigen Zapfen reifen und öffnen sich im selben Jahr der Bestäubung. Jede fertile Samenschuppe besitzt einen bis drei Samen. Die Samen besitzen zwei seitliche schmale Flügel.

## Namensgebung
Der Name „Lebensbaum“ ist im Deutschen wegen seiner weiteren Bedeutungen mehrdeutig (zum Beispiel auch verwendet für Scheinzypressen) und in seiner Verwendung für die Bezeichnung der Gattung als reiner Buchname anzusehen. Im deutschen Sprachgebrauch ist die Bezeichnung „Thuja“ weitaus üblicher.

## Systematik und Verbreitung

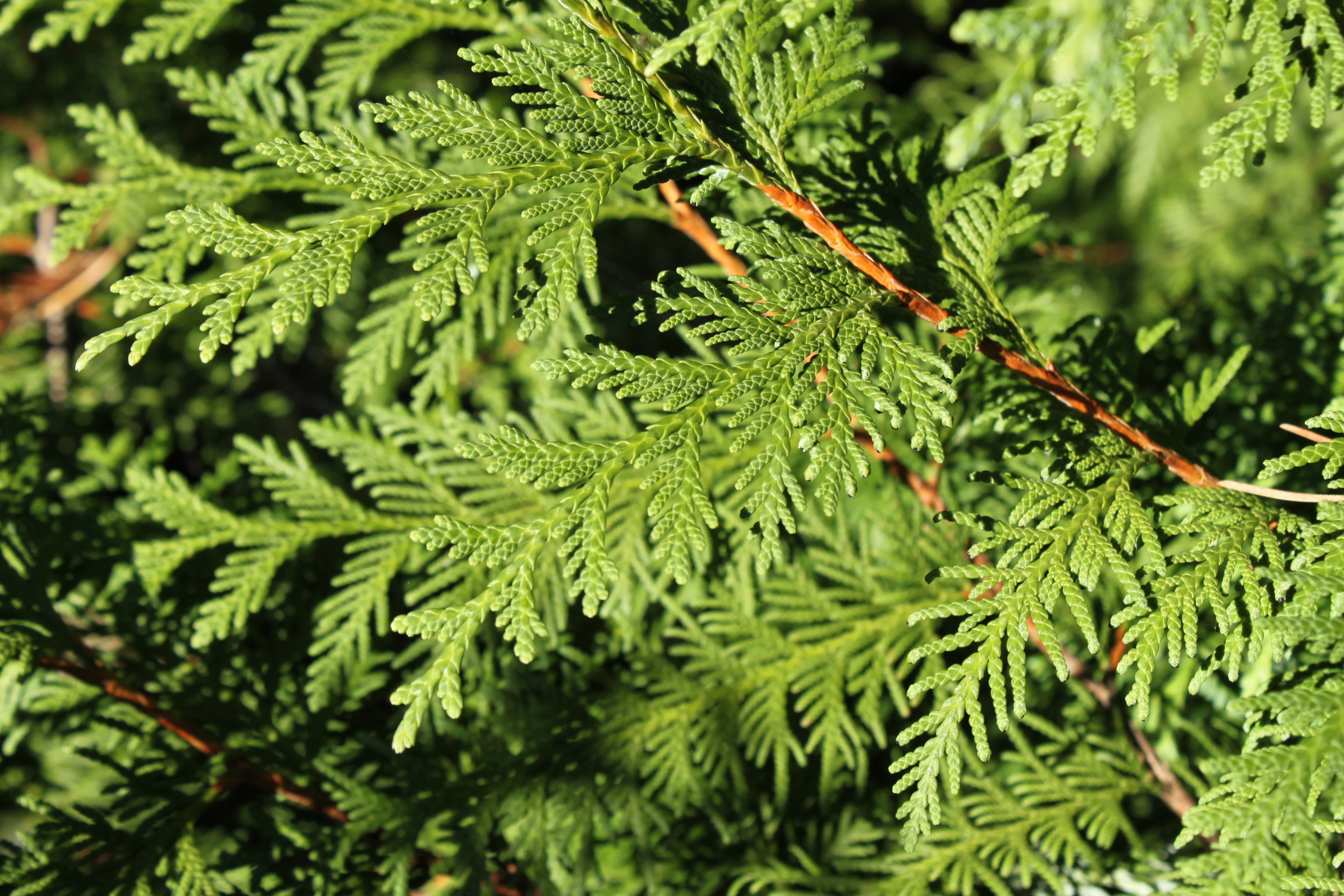
Zweig des Koreanischen Lebensbaums (Thuja koraiensis)

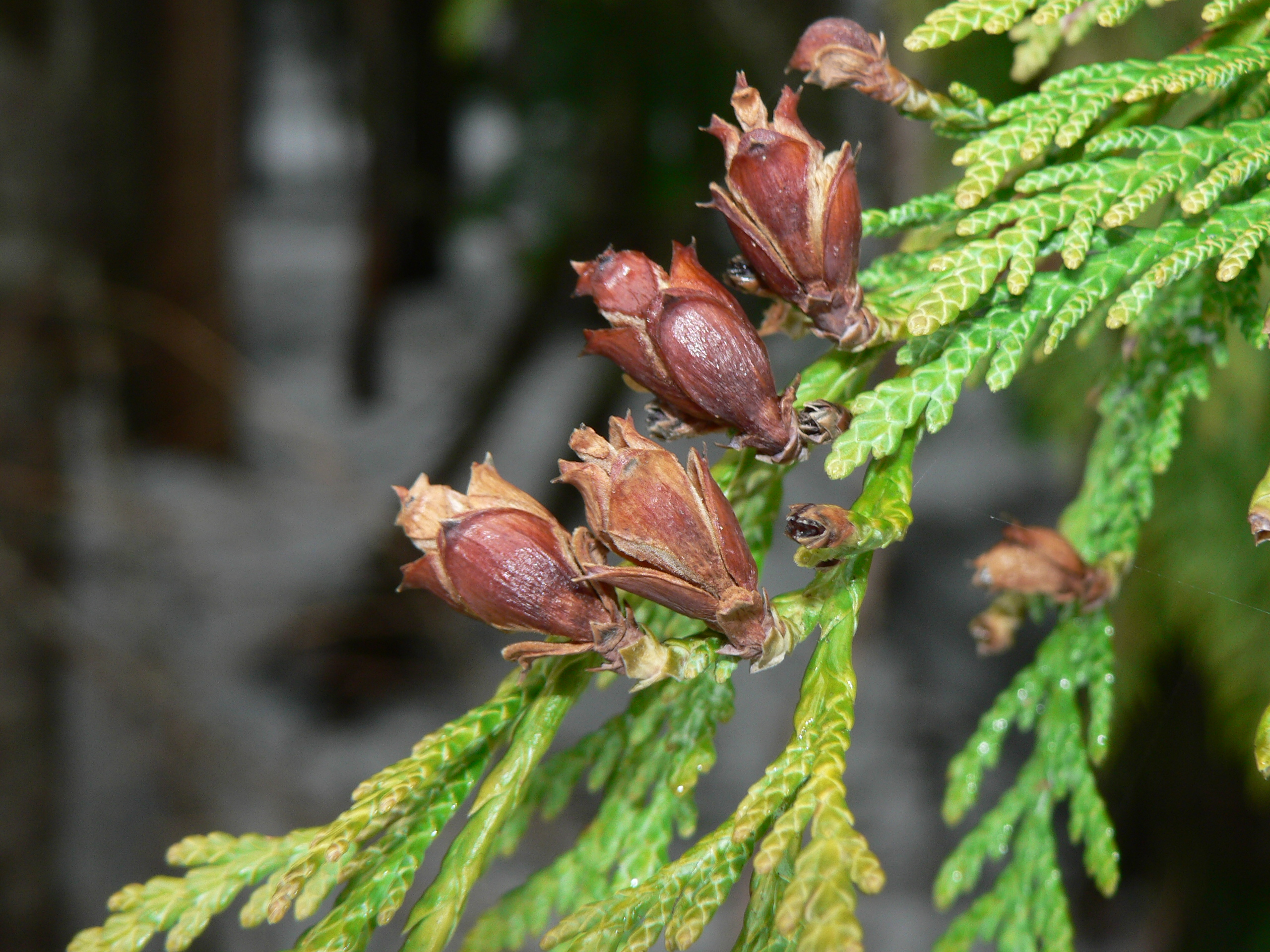
Riesen-Lebensbaum (Thuja plicata)

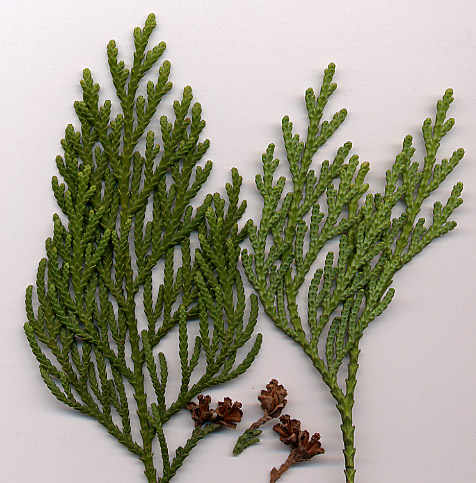
Japanischer Lebensbaum (Thuja standishii)

Die Gattung Thuja wurde 1753/4 durch Carl von Linné aufgestellt. Der Gattungsname Thuja leitet sich von Thuya ab, einem altgriechischen Namen für einige immergrüne harzhaltige Baumarten.
In der Gattung Lebensbäume (Thuja) gibt es fünf Arten:
- Koreanischer Lebensbaum (Thuja koraiensis Nakai, Syn.: Thuja odorata Doi): Er gedeiht in Höhenlagen von 700 bis 1800 Metern in Nordkorea und in der chinesischen Provinz Jilin nur im Changbai Shan.[2]
- Abendländischer Lebensbaum (Thuja occidentalis L.): Er gedeiht in Höhenlagen von 0 bis 900 Metern im nördlichen Nordamerika in den kanadischen Provinzen Manitoba, Ontario, Québec, New Brunswick, Nova Scotia sowie Prince Edward Island und in den US-Bundesstaaten Minnesota, Michigan, Wisconsin, Illinois, Indiana, Ohio, Kentucky, Tennessee, North Carolina, Virginia, West Virginia, Maryland, Pennsylvania, New York, Connecticut, Massachusetts, Vermont, New Hampshire sowie Maine.[2]
- Riesen-Lebensbaum (Thuja plicata Donn ex D.Don, Syn.: Thuja gigantea Nutt.): Er gedeiht in Höhenlagen von 0 bis 1500, selten bis zu 2000 Metern im westlichen Nordamerika in den kanadischen Provinzen British Columbia sowie Alberta und in den US-Bundesstaaten Alaska, Montana, Idaho, Washington, Oregon sowie Kalifornien.[2]
- Japanischer Lebensbaum (Thuja standishii (Gordon) Carriére, Syn.: Thuja japonica Maxim., Thuja gigantea var. japonica (Maxim.) Franch. & Savatier, Thujopsis standishii Gordon): Er gedeiht nur auf den Bergen der japanischen Inseln Honshu sowie Shikoku.[2]
- Sichuan-Lebensbaum (Thuja sutchuenensis Franch.): Er gedeiht im südöstlichen Daba Shan auf Kalkstein in Höhenlagen von 1000  bis 1500 (800 bis 2100) Metern. Dieser gefährdete Endemit kommt nur in Chongqing im nordöstlichen Sichuan vor. Nach seinem Erstfund 1899 wurde er nicht wieder gesammelt und galt als in der Wildnis ausgestorben, bis er 100 Jahre später im selben Gebiet 1999 wiederentdeckt wurde.[2]

Eine weitere Art, der Morgenländische Lebensbaum oder auch „Chinesische Thuja“, der früher als Thuja orientalis L. der Gattung Thuja zugeordnet wurde, wurde unter dem Namen Platycladus orientalis (L.) Franco in eine eigene monotypische Gattung Platycladus gestellt.
Die einzelnen Arten der Gattung Thuja sind unter anderem am aromatischen Duft der zerriebenen schuppenförmigen Blätter unterscheidbar. So duftet Thuja koraiensis nach Mandelkuchen, Thuja plicata (sogar schon ohne Zerreiben) nach Ananas, Thuja occidentalis nach Apfelmus mit Gewürznelken, und der Duft von Thuja standishii erinnert an Zitronenbonbons.

## Fossile Belege
Die nicht häufigen fossilen Vertreter (oder nahen Verwandten) der Gattung Thuja werden zumeist als „Thuites“ bezeichnet. Thuites-Zweigreste sind bereits aus Ablagerungen der Trias bekannt. Im Tertiär waren Vertreter dieser Gattung zweifelsfrei auch in Europa heimisch. Aus dem eozänen/oligozänen Baltischen Bernstein sind vier Thuites-Arten beschrieben. Auch aus der Lagerstätte des vermutlich überwiegend miozänen Bitterfelder Bernsteins sind Einschlüsse von Pflanzenteilen dieser Gattung überliefert.

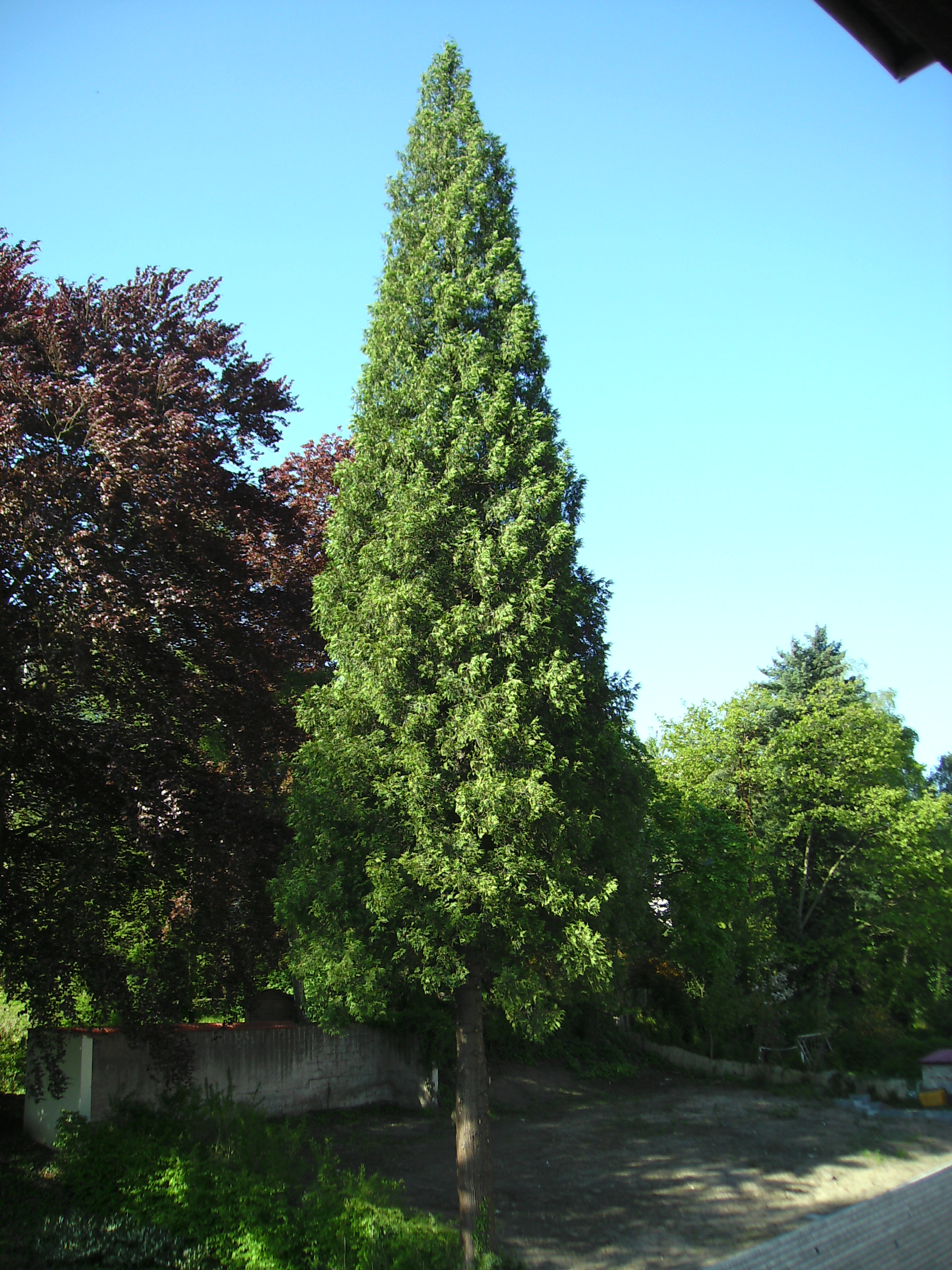
Riesen-Lebensbaum (Thuja plicata) mit idealisiertem Wuchs in deutscher Parklandschaft (Saarbrücken)

## Verwendung

### Holz
Lebensbäume besitzen ein leichtes rotbraunes Kernholz. Es ist sehr dauerhaft und wertvoll. Die nordamerikanischen Arten werden forstlich genutzt und unter dem Namen „Red Cedar“ (Thuja plicata) und „White Cedar“ (Thuja occidentalis) gehandelt. Die Inhaltsstoffe von Lebensbaumholz können Allergien auslösen.
Seit der Nachkriegszeit werden Holzschindeln aus kanadischer Rot- und später auch aus Weißzeder, die eine bessere Witterungsbeständigkeit als die heimische Lärche aufweisen, nach Deutschland importiert.
Das schön gemaserte Wurzelholz, das unter dem Namen "Thuja Maser" oder oft auch einfach "Thujaholz" für dekorative Gebrauchsgegenstände im Handel ist, stammt allerdings nicht von Bäumen der Gattung Thuja, sondern vom nordafrikanischen Sandarakbaum (Tetraclinis articulata).

### Naturheilkunde, Toxizität
In der Naturheilkunde wird Thuja zur Behandlung von Warzen verwendet. Die Lösung wird auf ein Kosmetikpad aufgetragen und dieses auf die Warze gelegt.
Insbesondere Zweigspitzen und Zapfen sind durch das im ätherischen Öl enthaltene Thujon giftig und können bei empfindlichen Menschen Hautreizungen verursachen, weshalb das Tragen von Handschuhen beim Schneiden der Pflanze sinnvoll ist. Oral in ausreichender Menge aufgenommen kann das Gift tödlich sein.
Immer wieder kommt es zu tödlichen Vergiftungen von Weidetieren, wenn Heckenschnitt mit Thuja auf Weideplätzen entsorgt wird.

### Zierpflanze
Die Beliebtheit der Lebensbäume als Zierpflanze beruht auf der ausgezeichneten Schnittverträglichkeit. Nach der Anlage einer Hecke ist frühzeitig mit einem Schnitt zu beginnen, wobei die Hecke im Querschnitt an einem Trapez orientiert sein sollte. In der Höhe kann eine Hecke im älteren Zustand auch stark gekürzt werden. In der Breite ist dieses nur begrenzt möglich, da der Lebensbaum im Inneren verkahlt und aus verholzten Zweigen und Ästen nicht nachwächst. Weil die Pflanze in Mitteleuropa nicht heimisch ist und einen sehr hohen Wasserbedarf hat, wurde sie in privaten Gärten in manchen Gemeinden Österreichs zumindest zeitweise verboten. Auch dass es alternative Heckenpflanzen gebe, die heimisch, ungiftig und für die Tierwelt vorteilhafter seien, wird von einigen Naturschutzorganisationen oftmals betont. Thujahecken leiden in Deutschland im Rahmen der Klimaveränderungen unter der zunehmenden Trockenheit, sodass sie vermehrt durch andere Zierpflanzen ersetzt werden müssen.